# Elvin Mammadov
Pour les articles homonymes, voir Mammadov.
Elvin Mammadov (en azéri : Məmmədov Elvin Nəsrəddin Oğlu) est un ancien footballeur azerbaïdjanais né le 18 juillet 1988 à Tavush. Il a joué pour l'équipe d'Azerbaïdjan de football au poste de milieu de terrain.
Il est actuellement l'entraîneur du club Sabail FK.

## Carrière
Après avoir terminé sa carrière, Mammadov a commencé à travailler comme entraîneur. Il est devenu l'entraîneur principal de l'équipe U-19 de Sabail. Le 6 novembre 2024, il a été nommé entraîneur intérimaire de l'équipe première du club, et a occupé ce poste jusqu'au 11 novembre 2024. Le 17 mars 2025, Elvin Mammadov a été désigné comme entraîneur principal de Sabail jusqu'à la fin de la saison 2024/25.

## Sélection nationale
- 36 sélections et 7 buts avec l'équipe d'Azerbaïdjan de football depuis 2008.

## Palmarès
- Champion d'Azerbaïdjan en 2016